# Santa cumbia
Santa cumbia es la cuarta Teleserie paraguaya hecha y transmitida por el canal de televisión Telefuturo. Luego de 4 años se volvió a transmitir una ficción nacional propia de la cadena, la última en ese entonces había sido La doña, del 2010.
Fue estrenada el 31 de marzo de 2014 todos los lunes a las 22 horas, llegando a su fin el 29 de septiembre de 2014, 6 meses luego de la primera emisión, con 27 capítulos.

## Argumento
Se trata de la vida de Nadia Raquel, una joven de 20 años, peluquera de profesión, cantante de alma. Ella nació en Pilar, donde vive su familia, compuesta por su mamá, papá y hermana que está por cumplir 15 años. Es humilde y de noble corazón. 
Llega a Asunción de la mano de su mejor amiga, Liliana. Su familia, en especial su madre, no ve con buenos ojos el ambiente de la música, y su padre, que es músico bohemio, nunca logró el éxito. Sin embargo, la joven tiene esperanzas cuando conoce a Piro, la máxima estrella de la música tropical, y quien además es primo de Marcos, compositor de todos sus temas musicales y quien será su gran amor.

## Reparto
- Nadia Portillo (Nadia Raquel)
- Celso Franco (Marcos)
- Víctor Gavilán (Piroka)
- Sandra Flecha (Liliana)
- Luis Gutiérrez (El kili)
- Lizarela Valiente (Roxana)
- Silvia Flores
- Gloria Jara
- Calolo Rodríguez
- Mauricio Martínez
- Martín Oviedo
- Gustavo Cabaña
- Pamela Rodríguez
- Sary López
- Lourdes García
- Paula Ávila
- Diana Bareiro
- Naty Sosa
- Manni Delvalle